# 无悔追踪
《无悔追踪》，1995年拍摄的中国大陸电视剧，由尹力执导，王志文、刘佩琦等主演。在之后的数年间数次被禁播和解禁，在2000年左右全面解禁。

## 剧情
1949年，解放军进城干部肖大力在巡查中发现中学教师冯静波知道山炮，心生怀疑，便在冯住的土刀唐胡同15号住下长期监视冯。冯静波其实是国民党潜伏特务，但由于被肖长期监视，行事谨慎，成为优秀的教师。肖大力则在文化大革命中被认为是国民党特务，妻子也自杀身亡。文革之后，因为知道冯的真实身份的妻子的反对，冯的女儿冯抗美未能与青梅竹马的肖大力的儿子肖新桅结合。冯静波最终决定自首。

## 演员
| 演员                   | 角色             | 备注                                                                             |
| 王志文                 | 冯静波           | 国民党国防二厅潜伏特务5182，第一中学特级教师、校长                               |
| 刘佩琦                 | 肖大力           | 土刀唐胡同派出所所长、副所长                                                     |
| 孔琳                   | 刘亚琴           | 肖大力的妻子，冯静波的同事                                                       |
| 李冰冰                 | 冯抗美           | 冯静波的女儿，文艺兵，少年宫音乐教师                                             |
| 岳秀清                 | 大眉子（柳叶眉） | 冯静波的妻子，妓院的打杂                                                         |
| 李丁                   | 剃头包           | 胡同里理发店的师傅                                                               |
| 郝戎                   | 肖新桅           | 肖大力的长子，文革早期的造反派，山丹军马场军人，蜂窝煤送货人，编辑，冯抗美的恋人 |
| 何冰                   | 孙焕章           | 剃头包的徒弟，中国人民志愿军战士，战俘                                           |
| 刘欣                   | 徐小妤           | 冯静波的婚外恋人，北京一中的校长的女儿，后来成为香港商人                         |
| 吴军                   | 小安子           | 肖大力的下属，后来成为武装部领导                                                 |
| 陶虹（演员表中“陶红”） | 单眼皮           | 北京一中红卫兵、个体商人                                                         |
| 刘亚津                 | 麻佛牙           | 红卫兵                                                                           |

## 相關作品
2024年改編為電影《抓特務》，由馮小剛導演，雷佳音、胡歌領銜主演。

## 外部連結
豆瓣电影上《无悔追踪》的資料 （简体中文）